# پیج کالور
پیج کالور (انگلیسی: Paige Culver؛ زادهٔ ۴ آوریل ۱۹۹۷) بازیکن فوتبال بازنشسته اهل کانادا است.

## زندگی اولیه
پیج کالور فوتبال جوانان را به مدت ۱۳ سال با تیم باشگاه فوتبال زنان اوکویل بازی کرد. او در این دوران به عنوان یکی از بازیکنان کلیدی شناخته می‌شد و به رشد و پیشرفت خود در این ورزش ادامه داد. همچنین، او از سال ۲۰۱۰ تا ۲۰۱۳ با تیم استانی انتاریو بازی کرد و در این مدت به عنوان کاپیتان تیم انتخاب شد. این تجربه‌ها به او کمک کرد تا مهارت‌های رهبری و همکاری را در خود تقویت کند و به عنوان یک بازیکن مهم در تیم‌های مختلف شناخته شود.

## دوران دانشگاهی
کالور در سال ۲۰۱۵ به دانشگاه ایالتی کنت رفت و در تیم فوتبال زنان این دانشگاه بازی کرد. او در تاریخ ۴ اکتبر ۲۰۱۵ اولین گل خود را در سطح دانشگاهی در پیروزی ۷–۳ بر تیم نورثرن ایلینویز هاسکیز به ثمر رساند. در پایان فصل اول خود، او به تیم آل-فرشمن مک، تیم دوم آل-مک و تیم دوم آل-اوهایو راه یافت. این موفقیت‌ها نشان‌دهنده تأثیرگذاری او بر تیم و توانایی‌هایش در میدان بود.
در پایان فصل دوم، کالور به تیم اول آل-مک، تیم دوم آل-اوهایو و همچنین به عنوان یکی از دانشجویان ممتاز آکادمیک آل-مک شناخته شد. در فصل سوم، او به عنوان بهترین مدافع مک انتخاب شد و به تیم‌های مختلفی از جمله تیم اول آل-مک و تیم اول اسکولار آل-آمریکا راه یافت. این افتخارات نشان‌دهنده تلاش‌های مداوم او و تأثیر او بر تیم بود.
پس از پایان فصل چهارم در سال ۲۰۱۸، کالور دوباره به تیم اول آل-مک و تیم سوم آل-میدوست رجیون راه یافت و همچنین به عنوان یکی از نامزدهای جایزه سینیور کلس انتخاب شد. او همچنین در این مدت به عنوان کاپیتان تیم در دانشگاه کنت خدمت کرد و تجربه‌های رهبری خود را در این نقش به کار گرفت.

## دوران باشگاهی
در سال ۲۰۱۴، کالور برای تیم تورنتو لیدی لینکس بازی کرد و در تمام مسابقات به عنوان بازیکن اصلی به میدان رفت. این تجربه به او کمک کرد تا در سطح حرفه‌ای‌تر فوتبال را تجربه کند.
در سال ۲۰۱۸، او با تیم باشگاه فوتبال زنان همیلتون یونایتد در لیگ ۱ زنان اونتاریو بازی کرد و در سال ۲۰۱۹ به تیم باشگاه فوتبال اوکاویله بلو دویلز پیوست. این انتقال‌ها به او این فرصت را داد تا در لیگ‌های مختلف تجربه کسب کند و مهارت‌های خود را به نمایش بگذارد.
در اوت ۲۰۱۹، کالور با باشگاه ایتالیایی پینک باری قرارداد امضا کرد. این انتقال به او این امکان را داد تا در یکی از لیگ‌های معتبر اروپا بازی کند و تجربه‌های جدیدی کسب کند. در ژوئن ۲۰۲۰، او با باشگاهی از لیگ ۱ فوتبال زنان فرانسه باشگاه فوتبال زنان سویاکس قرارداد امضا کرد و در این تیم نیز به فعالیت خود ادامه داد.
در ژوئیه ۲۰۲۱، کالور با باشگاه فوتبال زنان بوردو قرارداد دو ساله‌ای امضا کرد. اما در دسامبر ۲۰۲۱، او به توافق دو طرفه قراردادش را فسخ کرد و به دنبال چالش‌های جدیدی بود.
در دسامبر ۲۰۲۱، او به تیم سوئدی باشگاه فوتبال زنان کالمار پیوست و پس از گذراندن پیش‌فصل، به عنوان کاپیتان تیم انتخاب شد. او در این تیم به خوبی درخشید و توانست تأثیر مثبتی بر روی تیم بگذارد. در پایان فصل ۲۰۲۲، او از این باشگاه جدا شد و به دنبال فرصت‌های جدیدی بود.
در ژانویه ۲۰۲۳، کالور با باشگاه آلمانی باشگاه فوتبال ۱.اف‌اف‌سی توربین پوتسدام حاضر در بوندسلیگا قرارداد امضا کرد. او در این باشگاه نیز به فعالیت خود ادامه داد، اما در ماه مه ۲۰۲۳ اعلام کرد که از این باشگاه جدا می‌شود.
در سپتامبر ۲۰۲۳، کالور با تیم لندن سیتی لاینسس در لیگ چمپیونشیپ زنان انگلیس قرارداد یک ساله‌ای امضا کرد.
در آوریل ۲۰۲۴، پیج کالور به دلیل یک آسیب‌دیدگی جدی اعلام کرد که از فوتبال خداحافظی می‌کند. این تصمیم به دلیل چالش‌های پزشکی و وضعیت جسمانی‌اش بود و او با احساسات مختلطی از این ورزش خداحافظی کرد. او در نامه‌ای به هواداران و هم‌تیمی‌هایش، تجربیات و خاطراتش را به اشتراک گذاشت و از همه حمایت‌ها قدردانی کرد.